# Nasreddine Nsibi
Nasreddine Nsibi (arabe : نصر الدين النصيبي) est un magistrat tunisien, ministre de la Formation professionnelle et de l'Emploi d'octobre 2021 à février 2023.

## Biographie
Diplômé de la faculté de droit et des sciences politiques de Tunis, il obtient en 2009 un master en droit bancaire, des affaires, de la finance et des valeurs mobilières puis, en 2011, un baccalauréat universitaire en économie-finance de l'Université du Québec à Montréal.
Magistrat au Tribunal administratif de Tunis, il est également expert juridique en droit des réfugiés auprès du Haut Commissariat des Nations unies pour les réfugiés, à partir de 2016.
Nsibi a été avocat spécialisé en droit des affaires (2009-2021) et conseiller des services publics (2012-2014), avant de devenir en 2016 le chargé des relations avec les médias audiovisuels au sein de l'unité de communication et d'information du Tribunal administratif.
Il a été par ailleurs chargé de mission et chef de l'inspection générale au sein du cabinet du ministre de la Jeunesse, des Sports et de l'Intégration professionnelle (octobre 2020-avril 2021), et enseignant à l'université internationale de Tunis (2015-2020).
Le 11 octobre 2021, il devient ministre de la Formation professionnelle et de l'Emploi dans le gouvernement de Najla Bouden,. Le 15 novembre, il est annoncé comme nouveau porte-parole du gouvernement.
Le 22 février 2023, le président de la République met fin aux fonctions de Nasreddine Nsibi.